# 阿扎尼亚社会党
阿扎尼亚社会党（英語：Socialist Party of Azania，缩写为SOPA）是南非的一个已不存在的左翼政党。该党成立于1998年3月21日，分裂自阿扎尼亚人民组织。该党的意识形态是社会主义、黑人意识。该党的主席是Tiyani Lybon Mabasa，秘书长是Ashraf Jooma。该党的总部位于约翰内斯堡。该党是朗贝尔派国际组织“争取工人国际国际联络委员会”的成员。该党的一些核心成员是托洛茨基主义者，他们组成了“第四国际阿扎尼亚支部”，隶属于第四国际 (重建国际中心)。该党曾三次与阿扎尼亚人民组织磋商，谋求两党合并，但均告失败。2014年，该党解散。